# Denisovy sady

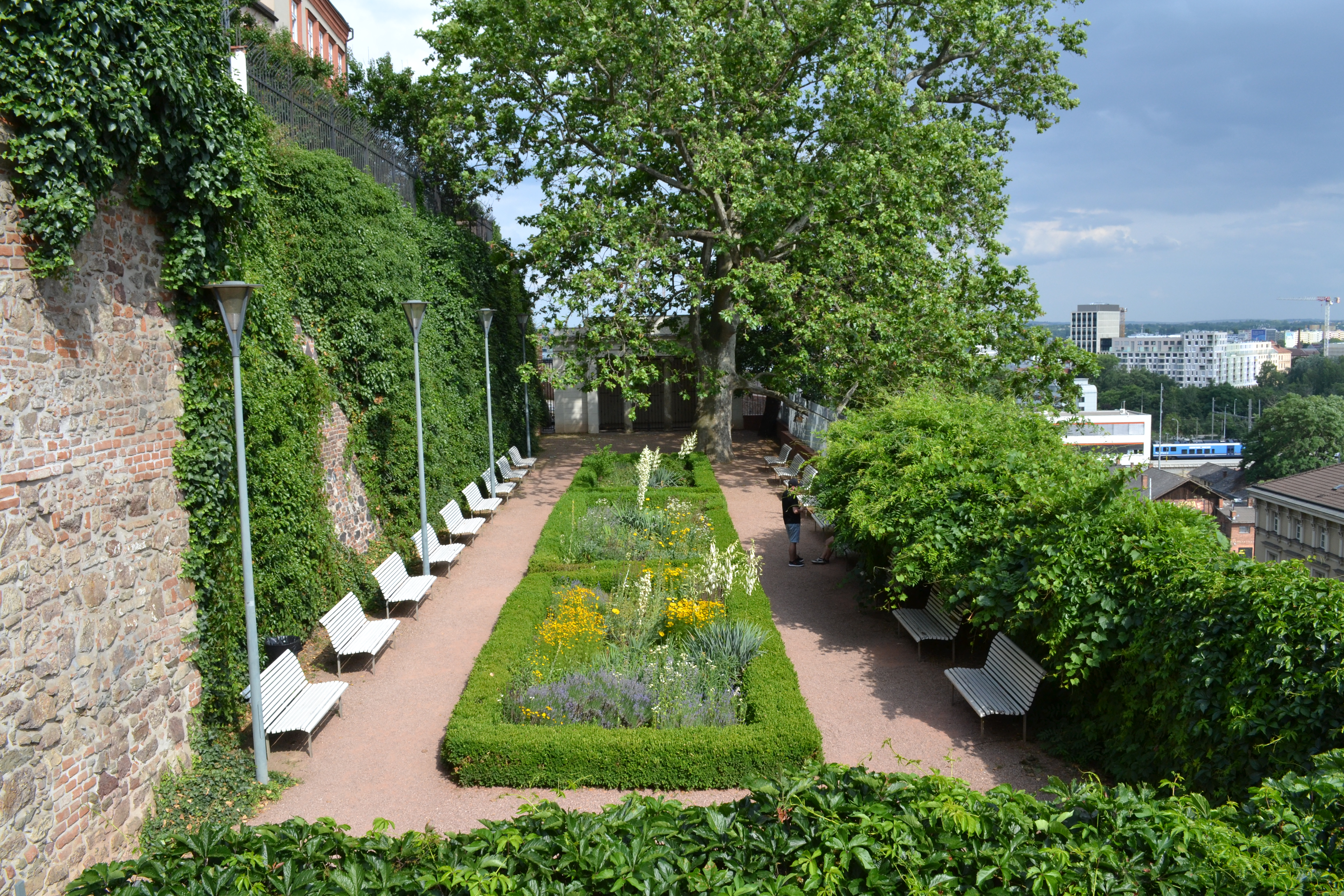
Místodržitelská zahrada

Denisovy sady, původně Park Františkov, jsou městským parkem na okraji brněnského katastrálního území Města Brna. Rozkládají se na svahu kopce Petrova mezi zachovaným úsekem původních městských hradeb a silniční komunikací v Husově ulici. Parkem prochází několik serpentinových cest spojujících ho s ulicemi Nádražní a Bašty. Součástí parku je i Místodržitelská zahrada. Na park navazují Kapucínské zahrady.
Od roku 1964 jsou Denisovy sady chráněny jako kulturní památka.

## Historie

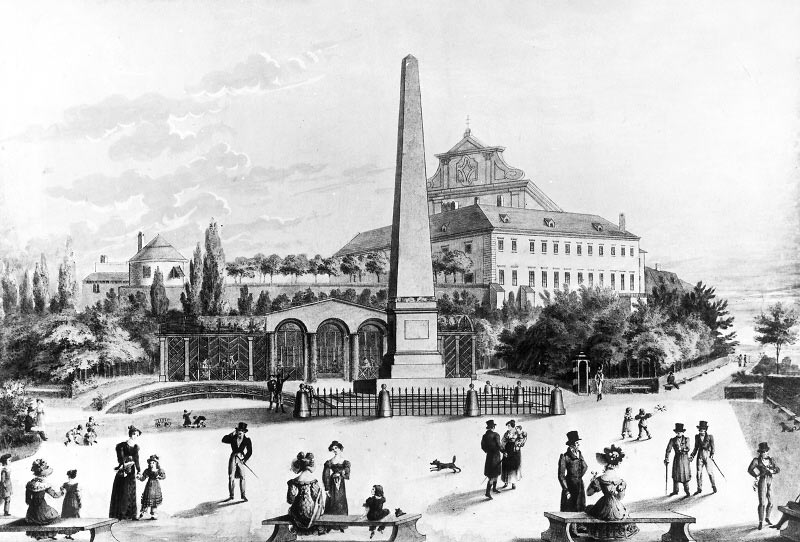
Denisovy sady v roce 1820

První práce směřující k vytvoření parku, který se stal prvním veřejným parkem na Moravě i v českých zemích vůbec založeným veřejnou správou, byly na jihozápadním skalnatém návrší Petrova zvaném Puhlík provedeny již po roce 1805 na popud tehdejšího moravského místodržícího hraběte Prokopa Lažanského. Na návrhu parku se údajně podílel i skotský šlechtic a krajinářský architekt lord James Ogilvy Findlater. K zásadním úpravám pak došlo z iniciativy dalšího místodržícího Antonína Bedřicha hraběte Mitrovského z Mitrovic a Nemyšle v letech 1814–1818 úpravou tehdejšího VIII. bastionu.
4. října 1818 byl na ploše bastionu slavnostně odhalen obelisk, nesený čtyřmi pozlacenými lvy, oslavující vítězství Rakouské říše nad Napoleonem. Nápis na podstavci oslavuje rakouského císaře Františka I., jako osvoboditele. Autorem obelisku byl Alois Pichl. Téhož dne byl oficiálně založen park a po císaři nazván Františkův. Stalo se tak v den jeho svátku. V blízkosti pomníku se nachází pozdně klasicistní altán, zvaný kolonáda (z doby kolem roku 1850) s kašnou. Klasicistní parková architektura byla dále upravována a doplňována v průběhu 19. a 20. století.
Roku 1919 byl park přejmenován na Denisovy sady na počest francouzského historika Ernesta Denise, který přispěl ke vzniku Československa. Běžně se používá i předchozí hluboce vžitý název Františkov (nebo i Francisberk) či obecnějšího výrazu Terasy pod Petrovem. Původně k parku patřil i západněji položený park Studánka, oddělený od něj v letech 1939–1941 nově vybudovanou silniční komunikací spojující původní jižní konec Husovy ulice s Nádražní ulicí.
V roce 1961 prošel park velkými úpravami, při nichž byla mimo jiné vybudována kavárna s letní a taneční terasou (nazvaná Terasy pod Petrovem) a horní spojovací cesta otevírající panoramatické pohledy na jižní část města.
Od roku 2000 zde po etapách probíhala rozsáhlá rekonstrukce. Při ní zmizely dvě bronzové alegorické sochy Obchodu a Průmyslu od Antonína Břenka (1890-1892), původně doprovodné plastiky z pomníku císaře Josefa II. na Moravském náměstí, odstrojené i s pomníkem roku 1919. Kamenný kříž s korpusem Krista od sochaře Ondřeje Schweigla z roku 1799 byl odtud přenesen do areálu biskupství na Petrově již počátkem 90. let.
Z parku bývají odpalovány úvodní ohňostroje festivalu Ignis Brunensis.

## Některé objekty v parku
- Památník míru (klasicistní obelisk z let 1816 až 1819 vztyčený na památku vítězného ukončení napoleonských válek), autor Alois Pichl. [4]
- Kolonáda (klasicistní objekt z poloviny 19. století, postavený na místě empírové oranžérie)[5]
- Hudební pavilon (drobná stavba v klasicistním, antikizujícím slohu z roku 1818)[6]
- Boží muka (kamenické dílo ze 16. století, přenesené do parku roku 1952 po objevení při demoličních pracích na ulici Nové sady)[7]
- Bronzový kříž (nad hradební zdí, připomíná návštěvu papeže Benedikta XVI. v Brně v roce 2009, v roce 2011 byl přenesen z tuřanského letiště)[8]